# Света Петка (Сиричино)
Вижте пояснителната страница за други значения на Света Петка.
„Света Петка“ (на македонска литературна норма: „Света Петка“) е късносредновековна църква в тетовското село Сиричино, Северна Македония, част от Тетовско-Гостиварската епархия на Македонската православна църква – Охридска архиепископия.
Църквата е изградена в 1567 година. В 1641 година църквата е обновена и оттогава носи името „Света Петка“. Тя е повторно обновена в 1884 година, като обновяването трае до 1893 година. Трети път църквата е обновена в 1958 година и по Закона на защита на паметниците на културата и природните забележителности е поставена под защита. В ХХ век са направени множество поправки за поддържане на паметника.
Живописта в църквата е от два периода – първият от XVII, а вторият от XIX век. Живописта от XVII век е в олтара. В дяконикона на олтара е представен архидякон Стефан с модел на църква. На фреската доминират зелени и кафяви тонове, докато фонът е изработен от синя боя. На фреската има надпис, който гласи: „Свещеник Аврам, попадия (не се чете), свещеник Моме, ктитор Павле, (не се чете), Стано, Сретен, Стоян, Цветан, Петко, Станоя и Йован“. От този надпис се разбира, че ктитор на църквата е бил Павле, вероятно по-имотен селянин от Сиричино. Във втората зона вляво от апсидата е изобразен архангел Михаил, а вдясно Пресвета Богородица в сцената Свето Благовещение. В средата на апсидата е изобразена Богородица Ширшая небес, която е цялостно ретуширана в XIX век. На северния зид от олтара са представени пророци в медальони. Във втората зона на северния зид от олтара са представени старозаветните пророци в медальони, в същата зона на северния зид са изобразени две фигури на светци – свети Архидякон Стефан и свети Архидякон Роман. Живописта в наоса от XIX век е следната: На южния зид е изобразен цикълът от живота на Господ Исус Христос, Свето Благовещение, Рождество Христово, Кръщение Христово и Цветница, а на западния зид цикълът продължава със сцените Молитва на маслиновата гора, Предателство на Юда, Господ Христос пред Пилат, Разпятието, Възкресението и Възнесението. Във втората зона на южния зид са представени свети Стефан, цар Урош, цар Лазар, свети Мина и други светители. На северния зид от втората зона са изобразени свети пророк Илия, свети Харалампий, свети Макарий, свети Кирил и свети Методий, света Петка. Внимание заслужава изображението на славянските просветители светите братя Кирил и Методий, между които стои надпис: „Свет Христов просвестает и вавилает младенци/святи Кирил и Методи и просветителей славян – Святи Кирил и Методи: Родиле се в осмии век след Христа в град Солун крестиле славянските племена: во лето 860 години в Преслав и Велика Морава.“
Живописта от XIX век е с по-слабо качество, тъй като зографът слабо е познавал анатомията на човешкото тяло, образите са доста груби. Над портите има кратък надпис, който е доста повреден, но може да се прочете, че в строежа на църквата са участвали всички селяни от селото като ктитори. В църквата има икони от XIX век. На иконостаса има 25 икони, а във втората зона са изобразени престолните икони свети Архангел Михаил, Пресвета Богородица с Младенеца Исус Христос, Господ Исус Христос и свети Йоан Кръстител. На царските двери обичайно е изобразено Светото Благовещение, а вляво и вдясно от царските двери са сцени от Стария завет – Сътворението на Адам, Сътворението на Ева, Първородният грях и Изгонване от Рая.
През юли 2004 година е извършена цялостна реставрация на живописта и от двата периода от Никола Кекеновски.